# Глинє (Церклє-на-Горенськем)
Глинє (словен. Glinje) — поселення в общині Церклє-на-Горенськем, Горенський регіон, Словенія. Висота над рівнем моря: 364,5 м.